# Cuchumuela (gemeente)
Cuchumuela, vroeger Villa Gualberto Villarroel, is een gemeente (municipio) in de Boliviaanse provincie Punata in het departement Cochabamba. De gemeente telt naar schatting 2.946 inwoners (2018). De hoofdplaats is Cuchumuela.